# Stetholiodes loebli
Stetholiodes loebli es una especie de escarabajo del género Stetholiodes, familia Leiodidae. Fue descrita por Angelini y De Marzo en 1987. Se encuentra en India, en Darjeeling.